# Undead Unluck
Undead Unluck (Nhật: アンデッドアンラック Hepburn: Andeddo Anrakku) là bộ truyện tranh Nhật Bản do Tozuka Yoshifumi sáng tác và minh họa, được đăng dài kỳ trên tạp chí Weekly Shōnen Jump của Shueisha kể từ tháng 4 năm 2020. Các chương riêng lẻ của truyện đã được gộp chung thành hai mươi bảy tập tankōbon vào tháng 4 năm 2025. Bên cạnh đó, bản chuyển thể anime do hãng David Production và TMS Entertainment đồng sản xuất cũng đã lên sóng vào tháng 10 cùng năm.

## Nội dung
Izumo Fuuko là một cô gái trẻ đã sống ẩn dật suốt 10 năm liền kể từ khi một vụ tai nạn xảy ra khiến hơn 200 người thiệt mạng, trong đó có cả cha mẹ cô. Sau khi hoàn thành xong bộ truyện tranh yêu thích, Fuuko quyết định chấm dứt đời mình. Trong suốt thời gian qua, cô luôn bị dằn vặt vì không thể chạm vào bất kỳ ai bởi thứ năng lực "Unluck" mà cô sở hữu sẽ mang lại bất hạnh cho những người tiếp xúc da thịt với mình. Tuy nhiên, Fuuko lại được một gã "bất tử" cứu sống và hắn ta mong muốn sử dụng khả năng của cô để có thể đón nhận "cái chết vĩ đại nhất". Để thuận tiện, Fuuko đặt tên cho hắn là Andy (đồng âm với "Undie") và hai người họ bắt đầu làm việc cùng nhau. Tuy nhiên, cả hai sớm nhận ra mình đang bị truy đuổi bởi một tổ chức bí ẩn có tên Union (ユニオン Yunion).
Một thành viên của Union, Shen, nói với họ rằng tổ chức này có một nhóm gồm mười người sở hữu những sức mạnh vượt xa quy luật của nhân loại. Nếu gia nhập tổ chức, họ sẽ hưởng những quyền lợi riêng và không phải chịu cảnh bị săn lùng nữa. Nghe thấy thế, Andy và Fuuko quyết định tham gia để có thể giúp Andy toại nguyện trong cuộc hành trình tìm kiếm cái chết, cũng như đối mặt với vô số kẻ thù và những bí ẩn trên toàn thế giới.
Tất cả những nhiệm vụ của nhóm đều được đề ra bởi một quyển sách kỳ quái có tên Khải huyền (黙示録 Apokaripusu). Trên thế giới này tồn tại những người có khả năng phủ định mọi quy luật vốn có, được gọi là Phủ định gia (否定者 Hitei-sha). Union là một tổ chức tập hợp những người như thế, với mục đích săn lùng các UMA (ユーマ Yūma) Sinh vật Bí ẩn Không xác định - hiện thân của những quy luật trên Trái đất, được Chúa tạo ra nhằm trở thành mục tiêu chỉ định trong các nhiệm vụ mà Khải huyền đưa ra, cũng như trở thành hình phạt mỗi khi chúng thất bại. Đồng thời, họ còn phải chiến đấu với những Phủ định gia chống lại Union mang tên Under (アンダー Andā) bên cạnh các Regulators (調整者 Regyurētā), là những kẻ được chọn để thực hiện mệnh lệnh của Chúa trời.

## Nhân vật

### Chính

#### Fuuko Izumo
Lồng tiếng bởi: Moe Kahare
Fuuko Izumo (出雲 風子, Izumo Fūko) là một cô gái người Nhật 18 tuổi hợp tác với Andy. Khi còn nhỏ, khả năng Phủ định của cô đã thức tỉnh và vô tình giết chết cha mẹ mình cùng với những người khác trong một vụ tai nạn máy bay. Vì vậy, cô dần xa cách xã hội vì sợ làm hại người khác bằng khả năng của mình và định tự tử cho đến khi gặp Andy. Khả năng Phủ định của cô, "Unluck" khiến bất cứ ai chạm vào da kề da cô đều chết sau khi họ bị cô lây vận xui vào người. Sau các sự kiện ở phần Ragnarok, cô trở thành thủ lĩnh mới của Union ở vòng lặp thứ 101.

#### Andy
Lồng tiếng bởi: Yuichi Nakamura
Andy (アンディ, Andi) là một tên có ý định tự tử và liều lĩnh hợp tác với Fuuko. Anh bị ám ảnh bởi việc tìm cách tự sát và quan tâm đến Fuuko vì khả năng "Unluck" của cô. Khả năng Phủ định "Undead" ngăn anh chết và anh ta có thể sử dụng khả năng tái sinh của mình để làm vô số việc, chẳng hạn như bắn ngón tay của mình như một viên đạn. Anh có một tấm thẻ gắn trên đầu, khi gỡ bỏ sẽ giải phóng nhân cách thứ hai tên là Victor. Một điều xấu hổ là quần áo của Andy bị rách ngay lập tức khi anh sử dụng Phủ định và trong tình trạng khỏa thân vì không thể tái tạo chúng, nhưng điều này đã chấm dứt khi anh thuần hóa một UMA Clothes. Sau đó được tiết lộ rằng Andy là một trong những người duy nhất biết về vòng lặp, vì sức mạnh của anh có nghĩa là mình không chết khi thế giới được thiết lập lại.

#### Victor
Victor (ヴィクトル, Vikutōru) là nhân cách thứ hai trong Andy, đồng thời là người đồng sáng lập Union cùng với Juiz. Không giống như Andy, anh tàn nhẫn và giết người không chút thương xót. Anh có khả năng làm chủ khả năng Phủ định "Undead" tốt hơn. Anh giữ lại tất cả ký ức về tất cả các vòng lặp trước đó, vì chỉ anh ta mới có khả năng sống sót sau Ragnarok, và do đó đã sống được hàng tỷ năm. Victor yêu Juiz và tìm cách giết cô để chấm dứt nỗi đau khổ của cô. Ban đầu phản đối Fuuko và Andy, anh làm hòa với họ trong tinh thần Andy, quyết định tin vào sự tin tưởng của Juiz dành cho họ và xem quyết tâm của họ sẽ dẫn đến đâu.

### Tổ chức Union

#### Juiz d'Arc
Lồng tiếng bởi: Mariya Ise
Juiz d'Arc (ジュイス＝ダルク, Juisu Daruku) là thủ lĩnh và là người sáng lập Union cùng với Victor. Khả năng Phủ định "Unjustice" của cô cho phép cô buộc mục tiêu thực hiện điều ngược lại với cảm giác "công lý" của họ bằng cách nhìn vào họ. Cô ấy đã chế ngự được UMA Move, phương thức vận chuyển chính của Union. Sau arc Unbelievable, cô tiết lộ rằng thế giới bị mắc kẹt trong một vòng lặp thời gian và cô lưu giữ ký ức của mình bằng cách sử dụng một cổ vật tên là "Ark", và đã sống hàng triệu năm cùng với Victor để cuối cùng họ có thể giết Chúa trời. Fuuko thay thế cô ấy làm thủ lĩnh Union trong vòng lặp cuối cùng.

#### Shen Xiang
Lồng tiếng bởi: Natsuki Hanae  
Shen Xiang (シェン＝シアン, Shen Shian) là một thành viên Union và là võ sĩ người Trung Quốc rất vui tươi. Khả năng Phủ định trước đây của anh ấy, "Untruth" cho phép anh khiến mục tiêu của mình làm ngược lại với những gì họ dự định, miễn là anh ấy nhìn họ bằng ít nhất một mắt và yêu thích họ. Anh cũng mang theo một vũ khí "Nyon-Kinko" hay Gậy như ý có thể kéo dài và co lại đủ lâu để tiếp cận ngoài không gian, cũng như một đám mây có thể điều khiển được tên là Kinto-Un (Cân Đẩu Vân). Sau trận chiến với sư phụ dẫn đến cái chết của anh ta, Mui đã sử dụng một cổ vật để hồi sinh anh thành một Jiangshi, mất đi khả năng Phủ định nhưng vẫn giữ được các kỹ năng võ thuật bẩm sinh.

#### Mui
Lồng tiếng bởi: Yui Ishikawa
Mui (ムイ) là cấp dưới của Shen. Trước trận chiến của Union với Feng, sư phụ của Shen, cô là trợ lý của Shen. Mặc dù không có khả năng Phủ định nhưng cô ấy đã bù đắp bằng cách sử dụng Cổ vật và Võ thuật. Sau cái chết của Shen, khả năng phủ định "Untruth" của anh đã được chuyển qua cho cô.

#### Tatiana
Lồng tiếng bởi: Rie Kugimiya
Tatiana (タチアナ, Tachiana) là một thành viên của Union, một bé gái người Nga rất quan tâm đến đồng đội của mình. Khi cô có được khả năng Phủ định, sức mạnh của cô đã vô tình phá hủy ngôi nhà và giết chết cha mẹ mình. Cô bé suýt bị bán ở chợ đen trước khi được Billy cứu. Cô sống trong bộ đồ robot hình cầu và khả năng Phủ định "Untouchable" của cô bé tạo ra một rào cản mạnh mẽ xung quanh mình nhưng cô luôn có một cái lỗ mở xung quanh miệng để ăn. Tatiana rất quan tâm đến đồng đội mình, đặc biệt là Billy và Gina nên cô bé rất ghét Andy khi anh giết Gina và sốc khi Billy phản bội tổ chức.

#### Nico Vorgeil
Lồng tiếng bởi: Kōji Yusa
Nico Vorgeil (ニコ＝フォーゲイル, Niko Fōgeiru) là một thành viên Union cũng là nhà phát minh hàng đầu của tổ chức. Khả năng Phủ định "Unforgettable" khiến anh ta không thể quên bất kỳ và tất cả thông tin, bắt đầu từ cái chết của vợ mình, khi khả năng của anh bộc lộ, dù rất nhỏ, cho nên tâm trí anh đang bị "nghiền nát bởi một đống thông tin không ngừng nghỉ". Anh chiến đấu bằng cách sử dụng các thiết bị bay không người lái, là một quả cầu được gọi là Psycho Pod, nơi anh ta lưu trữ những ký ức không cần thiết của mình và thông tin về phong cách chiến đấu để anh có thể tái tạo chúng. Chúng cũng có thể được sử dụng làm tia laser, phương tiện di chuyển và tạo ra bản sao của con người dựa trên ký ức của Nico được gọi là "Búp bê Astral".

#### Mico Vorgeil
Lồng tiếng bởi: Miyari Nemoto
Mico Vorgeil (ミコ＝フォーゲイル, Miko Fōgeiru) là một nhà khoa học được Union tuyển dụng, nơi cô làm trợ lý cho Nico Vorgeil. Cô cũng là con gái của Nico và là nhà khoa học có năng lực thứ hai sau anh.

#### Top Bull Sparx
Lồng tiếng bởi: Nobuhiko Okamoto
Top Bull Sparx (トップ＝ブル＝スパークス, Toppu Buru Supākusu) là một thanh niên 15 tuổi người Brazil nóng tính. Khả năng Phủ định "Unstoppable" của cậu ấy mang lại cho mình siêu tốc độ nếu cậu cố gắng giảm tốc độ khi đạt đến một tốc độ nhất định và cơ thể của cậu phải trải qua một sự thay đổi đáng kể về hình dạng để cậu dừng lại, chẳng hạn như bị một vết thương nặng. Trước đây, cậu là một cậu bé nghèo có ý định thua một cuộc đua để bạn bè có cuộc sống tốt hơn, tuy nhiên "Unstoppable" đã được chuyển cho cậu khi cậu chạy chậm lại, dẫn đến việc cậu giết chết hai người bạn của mình và làm bị thương người còn lại là đâm vào họ. Cậu gia nhập Union ngay sau đó.

#### Isshin
Isshin (一心) là một phụ nữ to lớn và cơ bắp trong bộ áo giáp samurai lớn. Bất cứ thứ gì cô ấy sử dụng khả năng phủ định "Unbreakable" của mình đều được tăng cường độ bền, đến mức trở nên không thể phá hủy. Tên thật của cô ấy là Haruka Yamaoka (山岡 春歌), "Isshin" là tên mà gia đình cô mang với tư cách là thợ rèn và được ban cho người tiếp theo có được khả năng này. Cô là người thứ 13 được mang cái tên này, điều này khiến cô lo lắng và sợ hãi vì không xứng đáng với danh hiệu của mình. Một điều đáng buồn là cô ấy quá lo lắng để nói chuyện và giao tiếp thông qua các dấu hiệu. Ông của cô thay thế vị trí của cô ấy trong vòng lặp cuối cùng, vì cô vẫn còn là một đứa trẻ khi Fuuko chiêu mộ.

#### Phil Hawkins
Phil Hawkins (フィル＝ホーキンス, Firu Hōkinsu) là một cậu bé với cơ thể được làm từ các cổ vật. Khả năng phủ định của cậu ấy là "Unfeel", vô hiệu hóa các giác quan và cảm xúc của mình, cho phép cậu ấy sử dụng các cổ vật mà không phải chịu tác dụng phụ của chúng.

#### Chikara Shigeno
Lồng tiếng bởi: Ayumu Murase
Chikara Shigeno (重野 力, Shigeno Chikara) là một Phủ định gia mới thức tỉnh và là thành viên mới gia nhập. Cậu hơi hèn nhát và luôn hoảng sợ trong những tình huống nguy hiểm, nhưng sẽ thể hiện lòng dũng cảm khi cần. Khả năng của cậu ấy là "Unmove", có khả năng đông cứng chuyển động của bất cứ thứ gì cậu nhìn miễn là bản thân cậu không di chuyển. Giống như Fuuko, cậu đã vô tình giết chết cha mẹ mình khi năng lực của cậu lần đầu bộc lộ.

#### Gina Chamber
Lồng tiếng bởi: Aoi Yūki  
Gina Chamber (ジーナチェンバー, Jīna Chenbā) là cựu thành viên của Union. Cô đã là một phụ nữ lớn tuổi đến từ Nga, người đã sử dụng khả năng "Unchange" của mình để cho phép cô ấy phủ nhận bất kỳ thay đổi nào đối với những đồ vật vô tri, thứ mà cô dùng để khiến mình trông trẻ hơn bằng cách sử dụng khả năng phủ định để đóng băng lớp trang điểm trên mặt cô. Cô yêu Andy nhưng bị anh tiêu diệt để Fuuko có thể gia nhập Union và chết trong thanh thản sau khi Andy hôn cô và nói rằng cô rất xinh đẹp, ngay cả khi tuổi thật của cô đã bị tiết lộ. Khả năng của cô được thể hiện khi UMA Heat tấn công ngôi làng của cô, khiến cô có khả năng đóng băng không khí và giết chết 40.000 người do ngạt thở.

#### Void Volks
Lồng tiếng bởi: Kenji Nomura  
Void Volks (ボイド＝ボルクス, Boido Borukusu) là một nhà vô địch quyền anh hạng nặng và là cựu thành viên của Union. Anh ta không hề e ngại với việc giết người và tin rằng những Phủ định gia không thuộc Union là "UMA quái đản". Khả năng Phủ định của anh,"Unavoidable" vô hiệu hóa khả năng né tránh của đối thủ khi anh vào một tư thế nhất định trước khi tấn công. Trong vòng lặp ban đầu, Andy đã giết anh ta bằng viên đạn của mình khi Void không thể phá vỡ khả năng tái sinh của Andy. Anh được Fuuko chiêu mộ trong vòng lặp cuối cùng, bi kịch giết chết đối thủ cuối cùng của anh ở các vòng lặp trước đã được cô ngăn cản và tình yêu quyền anh của anh lại tiếp thêm sinh lực.

#### Ichico Nemuri
Ichico Nemuri (イチコ＝ネムリ, Ichiko Nemuri) là người vợ đã qua đời của Nico và là mẹ của Mico. Cô phục vụ Liên minh với tư cách vừa là thành viên của Hội nghị bàn tròn vừa là thành viên của bộ phận khoa học, nơi cô gặp Nico. Khả năng Phủ định của cô, "Unsleep", khiến cô không thể ngủ được, cuối cùng dẫn đến cái chết vì kiệt sức. Trong vòng lặp cuối cùng, cô tránh được số phận của mình bằng cách học xuất hồn.

### Under

#### Billy Alfred
Lồng tiếng bởi: Rikiya Koyama  
Billy Alfred (ビリー＝アルフレッド, Birī Arufureddo) ban đầu là thành viên của Union, nhưng sau đó bị phát hiện là kẻ phản bội và là thủ lĩnh của Under. Khả năng Phủ định của anh ta được cho là "Unbelievable", cho phép anh bắn đạn theo những hướng dường như sẽ trượt mục tiêu, nhưng sẽ nảy lại để bắn trúng chúng. Khả năng Phủ định thực sự của anh lại là, "Unfair", phủ nhận sự công bằng của người dùng chỉ có một khả năng, trao cho anh ta sức mạnh để sao chép các khả năng Phủ định khác miễn là mục tiêu coi anh như kẻ thù. Kết quả là anh có quyền điều khiển một số khả năng của Phủ định gia.

#### Rip Tristan
Lồng tiếng bởi: Yuki Kaji
Rip Tristan (リップ＝トリスタン, Rippu Torisutan) là một sát thủ và là thành viên của Under. Khả năng Phủ định của hắn, "Unrepair", phủ nhận khả năng chữa lành mọi vết thương mà hắn ta gây ra cho những người khác. Hắn ta cũng có Cổ vật "Trảm Truy", tạo ra những lưỡi kiếm khi hắn đá và cho phép hắn bay. Hắn ta dường như chết bởi Andy, nhưng được hồi sinh trong cơ thể đứa trẻ nhờ Feng sử dụng một Cổ vật, và sau đó được Anno Un phục hồi về tuổi thật của mình. Hắn ta trước đây là một bác sĩ phẫu thuật có khả năng là người dẫn đến cái chết của người yêu hắn, Leila. Hắn và Latla tìm kiếm Ark để quay về quá khứ và cứu cô, khiến họ xung đột với Union.

#### Latla Mirah
Lồng tiếng bởi: Ikumi Hasegawa
Latla Mirah (ラトラ＝ミラー, Ratora Mirā) là bạn thân nhất của Rip và là một thầy bói. Khả năng Phủ định của cô, "Untrust", phủ nhận những dự đoán của cô, cho phép cô chuyển hướng các cuộc tấn công mà cô tin rằng sẽ tấn công mình và thay vào đó, điều ngược lại với bất cứ điều gì cô tin rằng sẽ xảy ra.

#### Feng Kowloon
Lồng tiếng bởi: Toshiyuki Morikawa
Feng Kowloon (ファン＝クーロン, Fan Kūron) là một võ sĩ người Trung Quốc luôn đội mũ trùm đầu, sau này được tiết lộ là thầy cũ của Shen. Bị ám ảnh bởi việc trở thành "kẻ mạnh nhất trong vạn vật", Feng đã nhận nuôi các đệ tử, bao gồm cả Shen và em gái của anh, nhưng lại có ý định giết họ để ông có thể mạnh mẽ hơn. Feng chịu trách nhiệm về cái chết của em gái Shen, chất xúc tác cho hành trình tìm kiếm sức mạnh của Shen. Mặc dù là một ông già khi gặp Shen nhưng ông đã khôi phục lại tuổi trẻ của mình bằng Cổ vật "Life is Strange", thứ mà ông cũng dùng để hồi sinh Rip. Khả năng của ông, "Unfade", ngăn ông già đi hoặc chết vì tuổi già.

#### Creed Deckard
Lồng tiếng bởi: Hiroki Yasumoto
Creed Deckard (クリード＝デッカード, Kurīdo Dekkādo) là một Phủ định gia chuyên về vũ khí. Khả năng Phủ định của hắn, "Undecrease", cho phép hắn ta bắn vũ khí và chất nổ mà không cần nạp lại, mặc dù phải sử dụng hết số đạn đã bắn để nó hoạt động. Nếu chất nổ của hắn không phát nổ, hắn ta không thể sử dụng chúng nữa cho đến khi chúng phát nổ.

#### Backs
Lồng tiếng bởi: Hina Kino
Backs (バックス, Bakkusu) là một thành viên có vẻ ngoài trẻ con, mặc trang phục thỏ, do đó cô có biệt danh là "Bunny". Khả năng phủ định của cô, "Unback", cho phép cô bẫy các đồ vật trong trứng.

#### Yusai
Lồng tiếng bởi: Sumire Uesaka
Yusai (友才, Yūsai) là thành viên của Under. Cô trước đây là giáo viên của Andy và yêu anh, mặc dù anh từ chối lời đề nghị của cô. Khả năng phủ định "Undraw" của cô ngăn kẻ thù rút vũ khí, ngăn chúng tấn công. Tuy nhiên, điều này cũng ảnh hưởng đến bản thân cô, khiến cô bị dính miệng vào quả bầu như một trò đùa.

#### Sean Datz
Lồng tiếng bởi: Kento Shiraishi
Sean Datz (ショーン・ダッツ, Shōn Dattsu) là một diễn viên đầy tham vọng đã trở thành một tên côn đồ khi anh phát triển khả năng phủ định "Unseen" khiến anh trở nên vô hình khi nhắm mắt lại, do đó khiến cuộc sống của một diễn viên trở nên bất khả thi. Anh ta bị Rip ép buộc tuyển dụng, nhưng khi anh cố giết Fuuko, Andy đã chém anh ta làm đôi bằng chiêu thức Deadline mới của mình. Anh ấy đã được Fuuko tuyển dụng trong vòng lặp mới trước khi sa vào tội ác và phát triển khả năng của Unseen để khiến người khác trở nên vô hình bằng cách chạm vào họ.

#### Burn
Lồng tiếng bởi: Ryunosuke Watanuki  
Burn (バーン, Bān) là một UMA liên kết với Under. Hắn ta bị Union bắt giữ, nhưng sau đó được Billy giải thoát để đánh cắp Bàn tròn, và lúc đó giết UMA Winter theo lệnh của Billy. Đúng như tên gọi, hắn ta là một UMA khổng lồ to lớn với cơ thể luôn bốc cháy.

### Những phủ định gia khác

#### Akira Kuno
Lồng tiếng bởi: Yumi Uchiyama (Anno Un)
Akira Kuno (久能 明, Kunō Akira) là một họa sĩ manga đã vẽ To You, From Me, bộ truyện shōjo manga yêu thích của Fuuko. Anh là một phủ định gia với khả năng "Unknown", khiến toàn bộ sự tồn tại của mình không được chú ý. Anh có một cổ vật G-Pen cho phép mình biến những bức vẽ của mình thành hiện thực. Anh ta đã sử dụng cổ vật này để tạo ra một nhân cách thay thế, được gọi là "Anno Un", nhằm bỏ qua ảnh hưởng của khả năng của mình. Cổ vật này cũng cung cấp cho anh kiến thức về tương lai, cho phép mình nhìn thấy những sự kiện sẽ xảy ra xung quanh Union và Under, đồng thời cho phép anh để lại gợi ý trong bộ truyện tranh của mình. Trong trận chiến với UMA Autumn, G-Pen đã bị phá hủy, khiến Akira một lần nữa không thể nhận ra, mặc dù anh hài lòng vì mình đã cứu mạng Fuuko và những người bạn mới quen của anh sẽ không bao giờ quên anh. Fuuko ngăn anh ta nhặt G-Pen ở vòng lặp cuối cùng, cho phép anh sống một cuộc sống bình thường.

### Người bình thường

#### Leila Mirah
Lồng tiếng bởi: Kana Ichinose
Leila là em gái song sinh đã qua đời của Latla và là người tình của Rip. Cô ấy chết vì mất máu sau khi tình trạng "Unrepair" của Rip biểu hiện khi anh đang tiến hành phẫu thuật cho cô cũng như khả năng "Untrust" của Latla đảm bảo cho cái chết của cô ấy. Ở vòng lặp thứ 101, cô sống sót nhờ sự can thiệp của Fuuko. Cuối cùng cô ấy kết hôn với Rip.

#### Veronica Alfred
Veronica là người vợ đã qua đời của Billy. Ở vòng lặp thứ 101, cô sống và cư trú tại Union.

#### Betty Alfred
Betty là con gái đã qua đời của Billy. Ở vòng lặp thứ 101, cô sống và cư trú tại Union.

### UMA và Cổ vật

#### Clothes
Lồng tiếng bởi: Jun Fukushima
Clothes (クローゼス, Kurōzesu) là UMA đã được Andy thuần hóa. Hắn ta mang hình dạng quần áo tái sinh trên cơ thể Andy.

#### Spoil
Lồng tiếng bởi: Nobuo Tobita
Spoil (スポイル, Supoiru) là UMA loại hiện tượng thể hiện sự mục rữa và mục nát. Hắn ta xuất hiện ở thị trấn nông thôn Longing và bắt đầu tàn phá ở đó, thu hút sự chú ý của Union và trở thành mục tiêu trong nhiệm vụ đầu tiên của Fuko và Andy, cùng với Shen.

#### Apocalypse
Lồng tiếng bởi: Tomokazu Sugita  
Apocalypse (黙示録, Apokaripusu) là một hiện vật có tri giác được Union thu được. Đó là một cuốn sách sống nằm ở trung tâm của phòng Hội nghị bàn tròn, giao cho Union các nhiệm vụ phải hoàn thành dưới sự đe dọa của các hình phạt nhằm thúc đẩy tận thế Ragnarok. Nó có khả năng tạo ra UMA là phần thưởng hoặc hình phạt.

#### Autumn
Lồng tiếng bởi: Kimiko Saitō
Autumn (オータム, Ōtamu) là UMA tượng trưng cho mùa thu. Móng vuốt của Autumn cho phép nó biến bất cứ thứ gì thành sách và đọc chúng, đồng thời có bộ xương ngoài gần như không thể phá hủy. Sau đó nó bị đánh bại bởi Fuuko, Andy, Rip, Latla, Backs và Akira.

#### Summer
Summer (サマー, Samā) là UMA tượng trưng cho mùa hè.

#### Winter
Winter (ウインター, Uintā) là UMA tượng trưng cho mùa đông.

#### Spring
Spring (スプリング, Supuringu) là UMA tượng trưng cho mùa xuân.

#### Ghost
Ghost (ゴースト, Gōsuto) là UMA hiện thân của ma.

## Phương tiện truyền thông

### Manga
Undead Unluck do tác giả Tozuka Yoshifumi sáng tác và minh họa, với một chương truyện one-shot được đăng trên tạp chí shōnen Weekly Shōnen Jump của Shueisha vào tháng 1 năm 2019. Sau đó, truyện bắt đầu được đăng dài kỳ trên ấn bản tạp chí Weekly Shōnen Jump số 8 kể từ ngày 20 tháng 1 năm 2020 đến ngày 27 tháng 1 năm 2025. Công ty Shueisha đã gộp lại các chương của Undead Unluck thành những tập tankōbon riêng lẻ, trong đó tập đầu tiên xuất bản vào ngày 3 tháng 4 năm 2020. Tính đến ngày 4 tháng 4 năm 2025, đã có hai mươi bảy tập truyện đến tay độc giả.
Undead Unluck đã được công ty giải trí Mỹ Viz Media đăng nhiều kỳ trên trang web Shonen Jump. Vào tháng 10 năm 2020, Viz Media đã thông báo phát hành các ấn bản kỹ thuật số và in giấy của tác phẩm, trong đó tập đầu tiên ra mắt vào ngày 4 tháng 5 năm 2021.

#### Danh sách tập truyện
| 1. "Undead and Unluck" (不死と不運 Andeddo Anrakku) 2. "Union" 3. "What Do You Negate?" (お前は何を否定する Omae wa Nani o Hitei Suru) 4. "How to Use My Unluck" (私の不運の使い方 Watashi no Fuun o Tsukai Kata) | 1. "Which One Are You?" (アナタはどっち? Anata wa Dotchi?) 2. "You Haven't Changed At All" (やっぱりアナタは変わらない Yappari Anata wa Kawaranai) 3. "Let's Bring in Some Change" (変わろうぜ Kawarō ze) |

| 1. "Do You Love the Change in Me?" (変わる私は好きですか? Kawaru Watashi wa Suki desu ka) 2. "United We Negate" (我々は否定する Wareware wa Hitei Suru) 3. "This Is the Costume I Want" (これが私の着たい服 Kore ga Watashi no Kosuchūmu) 4. "Longing" 5. "Spoil" | 1. "Revenge" 2. "Dream" 3. "Truth" 4. "Victhor" |

| 1. "Exam" 2. "Return" 3. "Result" 4. "Keep Your Hands Off Planet Earth" (この地球に手を出すな Kono Hoshi ni Te o Dasu na) 5. "So Long as You're in There, I'll Never Give Up" (そこにいるなら何度だって Soko ni Irunara Nando Datte) | 1. "Which Is Better?" (どっちがいいのかな Dotchi ga Ii no Kana) 2. "It Won't Repair Till I Die" (俺が死ぬまで治らない Ore ga Shinu Made Naoranai) 3. "Someone Irreplaceable" (かけがえのない人 Kakegae no Nai Hito) 4. "If We Can Have Normal Bodies" (普通の身体に戻れたら Futsū no Karada ni Modoretara) |

| 1. "Not So Much as a Finger" (指一本だって Yubi Ippon Datte) 2. "The Only One Dying Is You" (死ぬのはお前だ Shinu no wa Omaeda) 3. "Crimson Bullet" (紅蓮弾 Kurimuzon Baretto) 4. "Under" 5. "So, Please Allow Me" (だからボクを Dakara Boku o) | 1. "Revolution" 2. "Unbelievable" 3. "Unluck on Our Side" (不運がついてる Fuun ga Tsuiteru) 4. "This World Will Always Be" (この世はいつだって Kono Yo wa Itsu Datte) |

| 1. "This World Is" (この世界は Kono Sekai wa) 2. "I Wasn't Alone" (一人じゃない Hitori Janai) 3. "Undead + Unluck" (アンデッド+アンラック Andeddo + Anrakku) 4. "Anno Un" (安野雲 Anno Un) 5. "Don't Need a Left Hand to Draw Manga" (左手なくても漫画は描ける Hidarite Nakute mo Manga wa Kakeru) | 1. "Andy?" (アンディ? Andi?) 2. "Couldn't Care Less About Pain" (痛みなんざどうでもいい Itami Nanza Dōdemo Ii) 3. "As Long as They Don't Forget" (忘れなければ Wasurenakereba) 4. "Deadline" |

| 1. "Undead vs. Undead" (不死VS不死 Andeddo Andeddo) 2. "Unluck Bullet" (不運弾 Anrakku Baretto) 3. "See You in the Here and Now" (現在で会おう Ima de Aō) 4. "Akira Kuno" (九能明 Kunō Akira) 5. "A Story I Won't See Coming" (ボクの知らない物語 Boku no Shiranai Monogatari) | 1. "It's All Ours" (こっちのもんだ Kotchi no Monda) 2. "It's Up to You Now" (任せたよ Makaseta yo) 3. "Hero" (ヒーロー Hīrō) 4. "To You, From Me" (君に伝われ Kimi ni Tsutaware) |

| 1. "Have Any Black Tea?" (紅茶はあるかい? Kōcha wa Aru kai?) 2. "Hope" (希望 Kibō) 3. "Use Your Rules" (己が理で Ono ga Rūru de) 4. "Because You Believe" (信じているから Shinjiteiru kara) 5. "Jìngcái" (精彩 Chintsai) | 1. "Eyes of the Dragon" (龍の目 Ryū no Me) 2. "Tetsuzanko" (鉄山靠 Tetsuzankō) 3. "Truth" (真実 Shinjitsu) 4. "Interest" (興味 Kyōmi) |

| 1. "Undead and Untruth" (不死と不真実 Andeddo Anturūsu) 2. "Who I Love So Much" (私の大好きな Watashi no Daisuki na) 3. "As It Stands, I Am" (今の僕が Ima no Boku ga) 4. "You Have My Thanks" (感謝します Kanshashimasu) 5. "That Is the Truth" (それが真実 Sore ga Shinjitsu) | 1. "Fireworks" (花火 Hanabi) 2. "Be Back Soon" (行ってくる Itte Kuru) 3. "I'm Going to Uncover It" (確かめるんだ Tashikamerunda) 4. "Spring" (春 Supuringu) |

| 1. "To Love" (好きって Suki tte) 2. "Sincere" (真心 Magokoro) 3. "That's Fine by Me" (上等だ Jōtō da) 4. "Let's Get This Plan Started" (作戦開始 Sakusen Kaishi) 5. "Do It Up" (任せたぜ Makaseta ze) | 1. "Reach the Speed of Light" (光の速さに Hikari no Hayasa ni) 2. "On Your Mark" 3. "Get Set, Go" (Set Go!!) 4. "In Spite of That, I" (なのに俺は Nanoni Ore wa) |

| 1. "It's Hard Lettin' Go" (寂しいな Sabishii na) 2. "One-on-One" (一対一 Taiman) 3. "Take a Look" (視てくれよ Mite Kure yo) 4. "The Lives You Wager Shall Be" (賭ける命は Kakeru Inochi wa) 5. "Let's Play" (遊ぼうよ Asobō yo) | 1. "Round One" (一本目 Ippon-me) 2. "My Armor Is" (私の鎧は Watashi no Yoroi wa) 3. "Round Two" (二本目 Nihon-me) 4. "Swear By My Heart" (心にかけて Kokoro ni Kakete) |

| 1. "Round Three" (三本目 Sanbon-me) 2. "You Negating Lugs" (否定者諸君 Yarō-domo) 3. "Go On and Play" (遊んで来い Asonde Koi) 4. "Taste" (粋 Iki) 5. "The Song of Spring" (春ノ歌 Haru no Uta) | 1. "The Four Dead Seasons" (死季 Shiki) 2. "Skip It" (越えろ Koero) 3. "Ghost Soul" (靈魂 Reikon) 4. "Rotten Bastard" (クソヤロー Kusoyarō) |

| 1. "Restart" (リスタート Risutāto) 2. "Save Me, God" (助けて神様 Tasukete Kamisama) 3. "Hard Mode" (ハードモード Hādo Mōdo) 4. "Regulation" 5. "Regulator" (調整者 Regyurētā) | 1. "Negator vs. Regulator" (否定者対調整者 Hiteisha tai Regyurētā) 2. "Your Ability Is" (お前の能力は Omae no Chikara wa) 3. "Land Ho" (ヨーソロー Yōsorō) 4. "Human Rules Are Always" (人の理はいつだって Hito no Rūru wa Itsu Datte) |

| 1. "Confuse" 2. "Reason" 3. "R.I.P." 4. "God of Death" (死神 Shinigami) 5. "Entrust" | 1. "Room 25" 2. "Forget" 3. "Ichico Nemuri" (イチコ＝ネムリ Ichiko Nemuri) 4. "Don't Leave Me" |

| 1. "Stake Your Soul on the Sword" (劍魂一擲 Kenkon Itteki) 2. "Forgive" 3. "Define" (定め Sadame) 4. "If I Can't Overcome Him" (超えられなければ Koerarenakereba) 5. "This Is Much Easier" (楽でいいな Rakude Ii na) | 1. "Unfair" (不公平 Fukōhei) 2. "It's In Your Nature" (そんなキミだから Sonna Kimi Dakara) 3. "Reset" 4. "Andy" (アンディ Andi) |

| 1. "11 Minutes" (11分 Jūichi-bun) 2. "Advent" 3. "Luna and Sun" (月と太陽 Runa to San) 4. "Strict Defense" 5. "Sacred Spirit Treasures" (心器 Jingi) | 1. "It's for Your Own Good" (お前の為なんだ Omae no Tamenanda) 2. "Thank You" (ありがとう Arigatō) 3. "Loop ~Time to Go~" 4. "Roadmap" |

| 1. "If You're the You That I Knew" (私が知ってるあなたなら Watashi ga Shitteru Anata nara) 2. "Psycho Pod" 3. "Never Change" (変わらない Kawaranai) 4. "So Long As You Don't Change" (変わらなければ Kawaranakereba) 5. "Incentive" | 1. "Meeting" 2. "Metamorfall" (変化の秋 Metamorufōru) 3. "Face to Face" 4. "Face-Off" |

| 1. "You Can't Avoid This!" 2. "Next Ring" 3. "In the War" 4. "Sasanqua for Three" (三參花 Sazanka) 5. "Run-In" | 1. "Third Dog" (三番目の犬 Sādo Doggu) 2. "You See Me Now?" 3. "No More War!" 4. "Horizon" |

| 1. "Gun Fight" 2. "Fair Play" 3. "Select" 4. "You Seem To Be In Trouble" (お困りのようだな Okomari no Yōda na?) 5. "Right Stuff" | 1. "Save You" 2. "Don't Think, Feel" 3. "Entruster" 4. "Welcome to Earth" |

| 1. "Tenraisai" (天擂祭) 2. "Master Me, Respect Me" (師々尊々 Shishi Sonson) 3. "Bad Road" (凶運ノ道 Baddo Rōdo) 4. "The Last Trial Is" (最後の試練は Saigo no Shiren wa) 5. "As It Stands, You Are" (今のあなたは Ima no Anata wa) | 1. "Untruth" (不真実 Anturūsu) 2. "Dumb Son" (馬鹿息子 Baka Musuko) 3. "That I Always Dreamed of" (憧れの Akogareno) 4. "School, That Is" (学校って Gakkō tte) |

| 1. "I Want to Move" (動きたいんだ Ugokitainda) 2. "So I Will" (だからボクは Dakara Boku wa) 3. "I Managed to Move" (動けたんだ Ugoketanda) 4. "That Jerk as He Stands Is" (今のアイツは Ima no Aitsu wa) 5. "Un Prince Charmant" (白馬の王子様 Hakuba no Ōji-sama) | 1. "RIP" 2. "That's the Whole Reason" (その為にオレは Sono Tame ni Ore wa) 3. "Let's Get Started" (始めよう Hajimeyou) 4. "That Wound There" (その傷は Sono Kizu wa) |

| 1. "Trust" 2. "Sorry'Bout This" (悪ぃな Warii na) 3. "One Minute" (一分 Ichibu) 4. "Sunspot" (黒点 Kokuten) 5. "The Three of Us" (三人で Sannin de) | 1. "Bankara" (バンカラ Bankara) 2. "Eat Up" (おあがりよ O Agari yo) 3. "Senpen Banka" (千変番華 Senpen Banka) 4. "Soul Boost" (魂再生 Souru Būsuto) |

| 1. "Same Undying Person" (同じ不死 Onaji Hito) 2. "Julia" (ジュリア Juria) 3. "The Person I Admire" (憧れの人 Akogareno Hito) 4. "Top Bull Sparx" (トップ=ブル=スパークス Toppu Buru Supākusu) 5. "Survival of the Fittest" | 1. "Unstoppable vs. Unluck" (不停止vs不運 Futeishi vs Fuun) 2. "Beast" 3. "On your mark!!" 4. "Set!!!" |

| 1. "Ready!!!" 2. "Go!!!!" 3. "Language" 4. "Regaining Lost Ground" (捲土重来 kendo Jūrai) 5. "Deadly Rule Shiritori" (死理取り Shiritori) | 1. "Clouds Part, Dragon Appears" (雲蒸竜変 Unjō Ryū-hen) 2. "Sound Mind, Strong Body" (文武両道 Bunburyōdō) 3. "Feeling Indelible, Words Unforgettable" (得意不忘言 Tokui Fubō Gen) 4. "Old Plans, New Ideas" (覧古考新 Ran ko Kōshin) |

| 1. "ENGAGE" 2. "One More Time" (もう一度 Mōichido) 3. "Could It Be" (もしかして Moshikashite) 4. "Shove it" (クソ喰らえ Kuso Kurae) 5. "UNISON" | 1. "UNCHASTE" 2. "LIVE＠LIVE" 3. "Recollection" 4. "Promise" (約束 Yakusoku) |

| 1. "Rehearsal" 2. "Expression" (発言-expression- Hatsugen -expression-) 3. "Touch On Now" 4. "Dead Start" (死動 Shi dō) 5. "Welcome Back" (おかえり Okaeri) | 1. "Now, C'mon" (さぁ Sa) 2. "Bad Loop" (凶界輪廻 Baddo Rūpu) 3. "Speedrun" (RTA Riaru Taimu Attakku) 4. "RAGNAR0K" |

| 1. "Good Luck" (ご武運を Guddo Rakku) 2. "I Want to Get to Know" (知りたい Shiritai) 3. "Apocalypse" (黙示録 Apokaripusu) 4. "I'm for Either-Or!" (アタシはどっちも! Atashi wa Dotchi mo!) 5. "Strength Is About" (武とは Tsuyosa to wa) | 1. "Re-Return" 2. "Undead Unjustice" (不死不正義 Andeddo Anjasutisu) 3. "Re member" 4. "Assault" |

| 1. "Easter Egg" 2. "Know All Along" 3. "The Rules of Man" (人の理 Hito no Rūru) 4. "Heart" (心 Kokoro) | 1. "Game Cleared" 2. "01" 3. "Deadluck" (死と運 Deddorakku) |

### Tiểu thuyết
Một cuốn tiểu thuyết có tựa đề Undead Unluck: Fuzoroi na Union no Nichijō (アンデッドアンラック　不揃いなユニオンの日常 Andeddo Anrakku Fuzoroina Yunion no Nichijō, "Undead Unluck: Strange Daily Life in Union") do Hirabayashi Sawako chắp bút đã được phát hành vào ngày 3 tháng 2 2023. Nội dung tác phẩm kể về cuộc sống hằng ngày của các thành viên Union, gồm "Gina's Recollection" và "Shen's Academy Infiltration". Tokuza là người chịu trách nhiệm giám sát và vẽ minh họa cho tác phẩm. Cuốn tiểu thuyết thứ hai của cùng tác giả mang tên Undead Unluck: Romantic na Hiteisha no Kyūjitsu (アンデッドアンラック ロマンチックな否定者の休日 Andeddo Anrakku Romanchikku na Hiteisha no Kyūjitsu, "Undead Unluck: The Romantic Denier's Day Off") đã ra mắt vào ngày 4 tháng 10 năm 2023.

### Anime
Vào tháng 8 năm 2022, một bản chuyển thể anime đã được công bố với người hâm mộ. Tác phẩm do TMS Entertainment sản xuất kiêm hoạch định và được hoạt họa bởi David Production, với khâu chỉ đạo do Yuki Yase đảm trách, Morioka Hideyuki chịu trách nhiệm thiết kế nhân vật trong khi phần nhạc phim thì thuộc về tay Suehiro Kenichiro. Tập đầu tiên của phim lên sóng vào ngày 7 tháng 10 năm 2023 trên khung chương trình Super Animeism của tất cả các mạng lưới truyền hình thuộc nhà đài Nhật Bản JNN, trong đó có MBS và TBS. Thời gian phát sóng của phim dự kiến sẽ kéo dài hai quý. Ca khúc mở đầu "01" do ban nhạc Queen Bee thể hiện, trong khi bài hát cuối phim "Know Me..." thì được trình diễn bởi Kairi Yagi. Ca khúc mở đầu thứ hai mang tên "Love Call" (ラブコール Rabu Kōru) do Shiyui đảm trách, còn phần nhạc kết "Kono Ai ni Kanau Mon wa Nai" (この愛に敵うもんはない) được sáng tác và thu giọng bởi Okamoto's.
Tác phẩm hiện đang được phát trực tuyến trên nền tảng xem phim Hulu ở Hoa Kỳ, cũng như trên nền tảng Disney+ ở phạm vi toàn thế giới. Vào tháng 6 năm 2023, TMS Entertainment và Bang Zoom! Entertainment thông báo rằng họ sẽ tổ chức một buổi thử giọng để tuyển người lồng tiếng Anh tại hội nghị Anime Expo, diễn ra vào ngày 4 tháng 7. Phiên bản Anh ngữ của tác phẩm đã ra mắt vào ngày 13 tháng 12 cùng năm.

## Đón nhận
Tính đến tháng 12 năm 2022, tổng cộng truyện đã có hơn 1,8 triệu bản được bán ra. Vào năm 2020, tác phẩm đã giành chiến thắng giải Next Manga Award lần thứ 6 và đứng ở vị trí số 1 với 31.685 phiếu bầu. Ngoài ra, Undead Unluck còn được xướng tên ở vị trí thứ 14 trong bảng xếp hạng manga dành cho nam giới xuất sắc nhất năm 2021, được thực hiện bởi Kono Manga ga Sugoi! của nhà xuất bản Takarajimasha. Tác phẩm cũng xếp thứ sáu trong danh sách "Truyện tranh được đề cử bởi nhân viên nhà sách toàn quốc năm 2021" trên trang web Honya Club. Cây bút Nasu Kinoko từ hãng Type-Moon đã đề xuất bộ truyện kèm theo lời bình về chiếc đai sách của tập thứ chín.
Rebecca Silverman đến từ Anime News Network đã đưa ra bài đánh giá trái chiều về tập đầu tiên, trong đó viết rằng "Undead Unluck là một sự hòa quyện giữa thể loại hài hước và kinh dị mà từ đó chia độc giả ra làm hai thái cực "Tôi yêu nó" và "Tôi ghét nó". E rằng tôi thuộc loại thứ hai." Trong khi đó, Lynzee Loveridge cũng đến từ Anime News Network đã nhận định về lối viết của tác phẩm như sau: "Những pha tàn phá bừa bãi được thể hiện bằng các chi tiết minh họa đáng yêu, chẳng hạn như một đoàn tàu trật bánh hoặc những tòa nhà đổ sập xuống", nhưng lại phê bình rằng "cốt truyện của tác phẩm cứ khăng khăng đòi đóng khung cặp đôi trong một mối quan hệ tưởng chừng như có thể chuyển sang bạo lực hoặc thậm chí là cưỡng hiếp bất cứ lúc nào". Cây bút Hannah Collins của Comic Book Resources đã mô tả Undead Unluck là "một bộ truyện hài hước gàn dở đến bất ngờ", đồng thời ca ngợi nét vẽ của Tozuka cũng như lối miêu tả bạo lực đã "làm nên một số phân đoạn chiến đấu rất hấp dẫn." Tuy nhiên, Collins chỉ trích tác phẩm trong việc khắc họa mối quan hệ giữa Fuuko và Andy khi "cơ thể của Fuuko chủ yếu được sử dụng như một công cụ tình dục để Andy sờ mó và tận hưởng theo ý muốn", sau đó kết thúc bài đánh giá của mình bằng lời nhận định "tác phẩm đã giới thiệu một thế giới đủ thú vị để có thể khắc phục những sai sót trong nội dung khi câu chuyện trên đà tiến triển."